# Governador Edison Lobão
Governador Edison Lobão este un oraș în unitatea federativă Maranhão (MA), Brazilia.